# 莫爾文大教堂

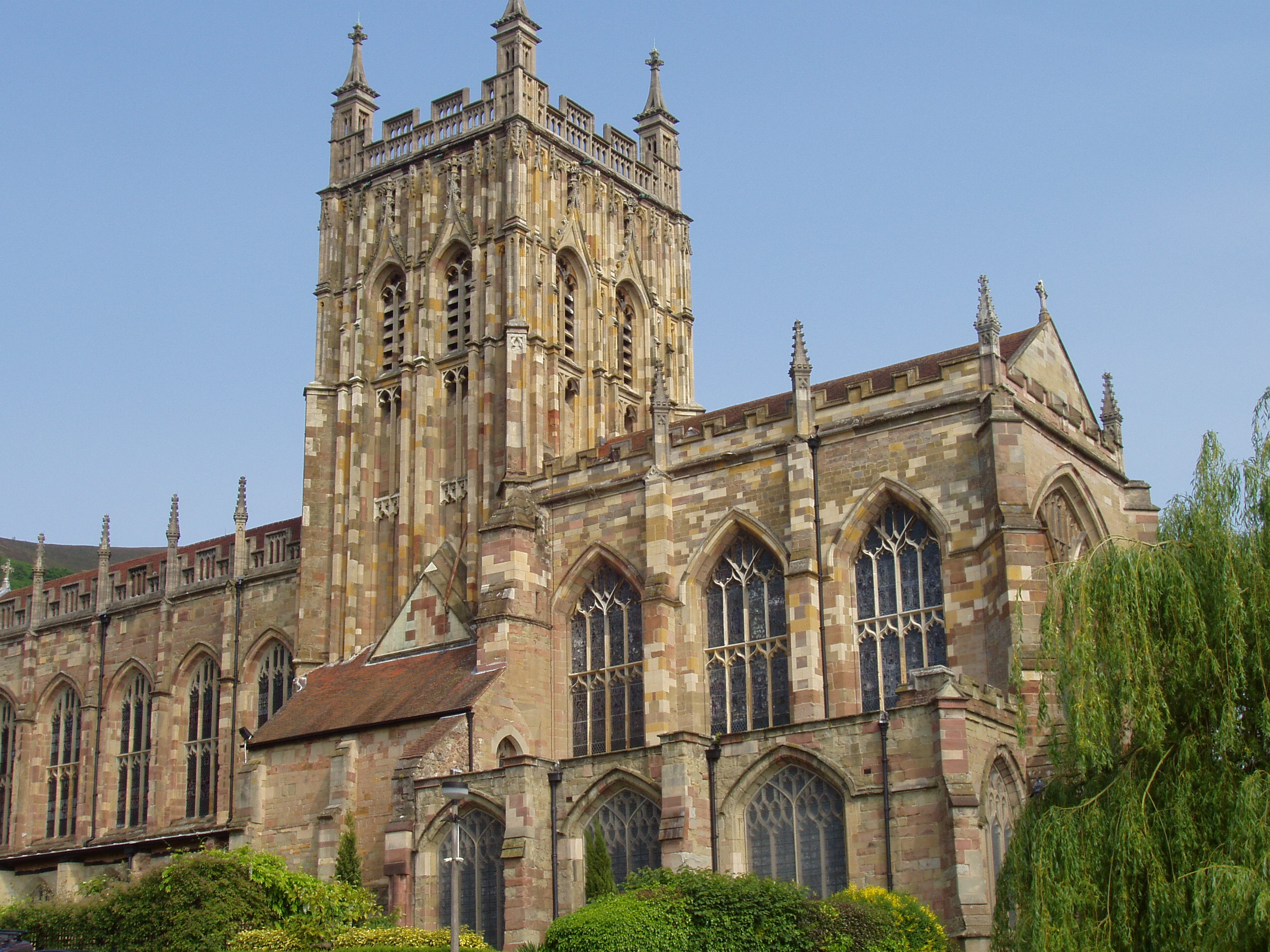
莫爾文大教堂

莫爾文大教堂（Great Malvern Priory）是英國英格蘭莫爾文的一座教堂，在歷史上曾在1075年至1540年是一座本篤會修道院，現在則是英國國教會的教區教堂。1949年，該教堂被列入I級登錄建築。

## 外部連結
- Great Malvern Priory （页面存档备份，存于）
- Catalogue of Stained Glass
- Sacred Destinations - Malvern Priory （页面存档备份，存于）